# Wacquinghen
Wacquinghen település Franciaországban, Pas-de-Calais megyében. Lakosainak száma 261 fő (2022. január 1.). Wacquinghen Beuvrequen, Maninghen-Henne, Offrethun és Wimille községekkel határos.

## Népesség
A település népessége az elmúlt években az alábbi módon változott:
| Lakosok száma | 247  | 255  | 268  | 262  | 265  | 269  | 264  | 259  | 261  |
|               | 2013 | 2015 | 2016 | 2017 | 2018 | 2019 | 2020 | 2021 | 2022 |